# فرط إفراز الهرمون الموجه لقشر الكظر النخامي
فرط إفراز الهرمون الموجه لقشر الكظر النخامي (بالإنجليزية: Pituitary ACTH hypersecretion)‏ (أو داء كوشينغ) هو شكل من أشكال فرط إفراز الغدة النخامية يتميز بمستوى مرتفع بشكل غير طبيعي من الهرمون الموجه لقشر الكظر الذي تنتجه النخامة الأمامية. وهو أحد أسباب متلازمة كوشينغ (ومع ذلك، يمكن أن تحدث متلازمة كوشينغ نتيجة العديد من الأسباب الأخرى، بما في ذلك أخذ الستيروئيدات القشرية الخارجية).